# آلخو مونترو
آلخو مونترو (انگلیسی: Alejo Montero؛ زادهٔ ۵ مهٔ ۱۹۹۸) بازیکن فوتبال است.
از باشگاه‌هایی که در آن بازی کرده‌است می‌توان به باشگاه فوتبال ولز سارسفیلد اشاره کرد.